# Museo Alemán del Espionaje
El Museo Alemán del Espionaje (en alemán: Deutsche Spionagemuseum), anteriormente conocido como Museo del Espionaje de Berlín, es un museo privado ubicado en el distrito Berlín-Mitte, en la capital alemana. Cuenta con exhibiciones permanentes e interactivas que cubren siglos de historias del mundo del espionaje, con sus hitos y sus tácticas, a través de una experiencia basada en la multimedia.
El museo fue nominado en 2020 para el Premio del museo europeo del año. Desde su inauguración en 2015 hasta finales de 2019 fue visitado por más de un millón de personas.

## Descripción
El museo está instalado en plena Potsdamer Platz, en lo que durante la Guerra Fría se denominaba Todesstreifen («Franja de la muerte») – ya que se encuentra en la zona donde pasaba el Muro de Berlín, en el perímetro donde se disparaba a la gente que intentaba cruzar de Berlín Este a Occidente. Fue inaugurado en septiembre de 2015 tras doce años de planificación, conceptualización y desarrollo por parte del periodista Franz-Michael Günther, experto en esta temática, quien había querido crear un museo dedicado a la «capital alemana del espionaje».
Más de un millar de piezas y artilugios repartidos en una treintena de instalaciones interactivas relatan la historia y la actualidad de los servicios de inteligencia de todo el mundo, con especial enfoque en las guerras mundiales y la Guerra Fría en torno a la ciudad dividida de Berlín (y en el contexto más amplio de la Guerra Fría) y en Alemania en general. Al mismo tiempo, se expone la actualidad del espionaje con desarrollos recientes, todo ello por medio de una exposición interactiva apoyada por equipos de multimedia. Tanto la ubicación del museo y sus instalaciones como algunas de las piezas exhibidas han despertado el interés de los medios internacionales.
En 2016 el museo pasó a formar parte de la sociedad que gestiona el Museo de la RDA, entre otros museos históricos de Alemania. Entre 2018 y noviembre de 2019 se comenzó a trabajar en la renovación completa de la exposición permanente, incorporando nuevas instalaciones interactivas, exhibiciones de carácter singular y contenido multimedia.

### Exhibiciones
Las exhibiciones del museo constan de las siguientes temáticas:
- Historia del espionaje desde la antigüedad hasta la actualidad
- Primera Guerra Mundial
- Segunda Guerra Mundial
- Criptología, código morse, comunicaciones por radio
- La Guerra Fría: los servicios secretos de Alemania del Este y Alemania Occidental
- Equipo y herramientas de los espías
- Formación de los espías
- Aparatos de escuchas
- Cámaras espía
- Animales usados para el espionaje
- Las teorías de conspiración y el espionaje (relaciones entre la RAF y el Stasi, caso Uwe Barschel, etc.)
- Intercambio de espías (Puente Glienicke)
- Espionaje y envenenamiento
- 007: Las películas de espías
- Agentes dobles
- Operaciones secretas de los servicios de inteligencia
- El espionaje en el presente y en el futuro

## Galería

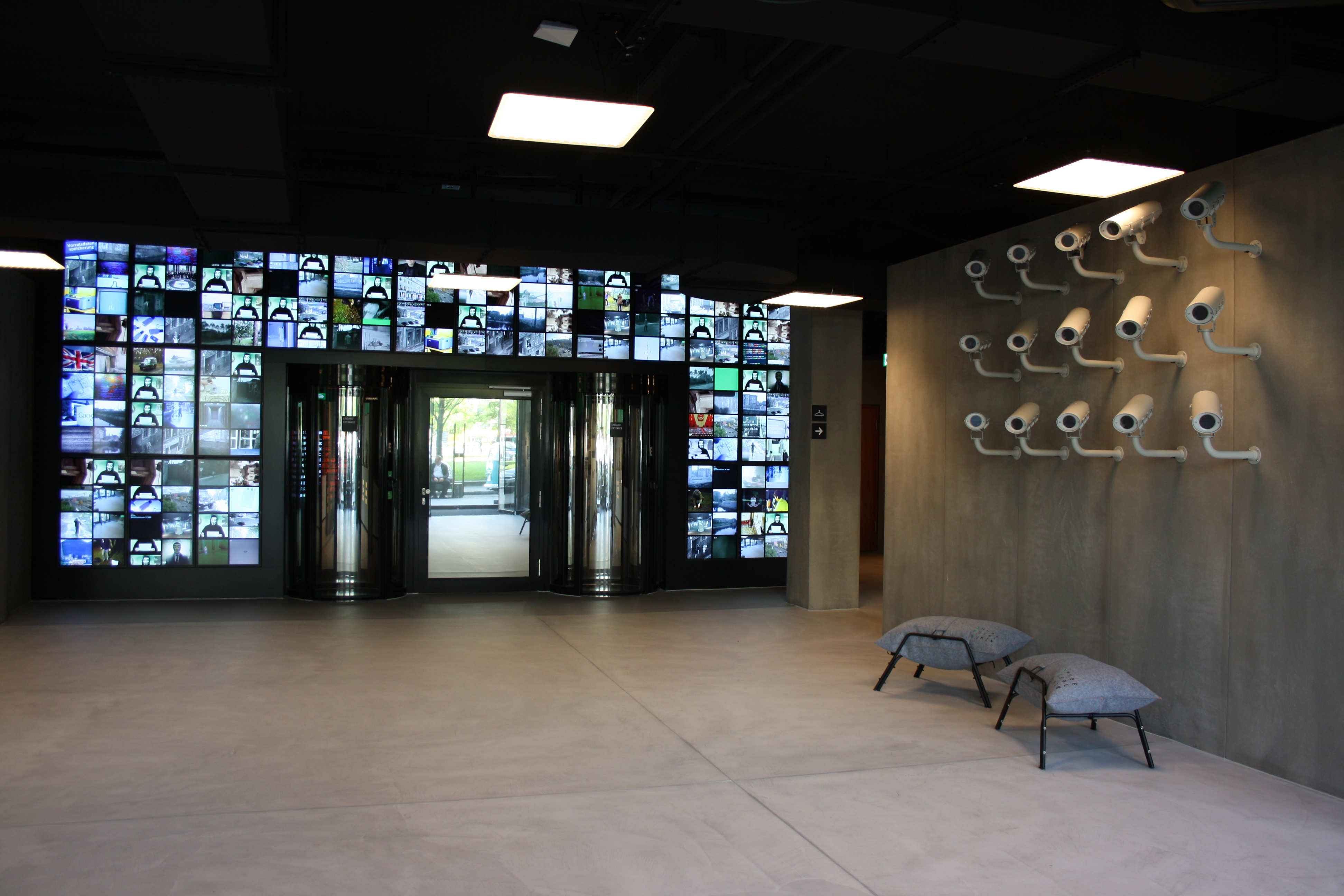
Vestíbulo de entrada al Museo del Espionaje
Exhibición de artefactos de la Segunda Guerra Mundial
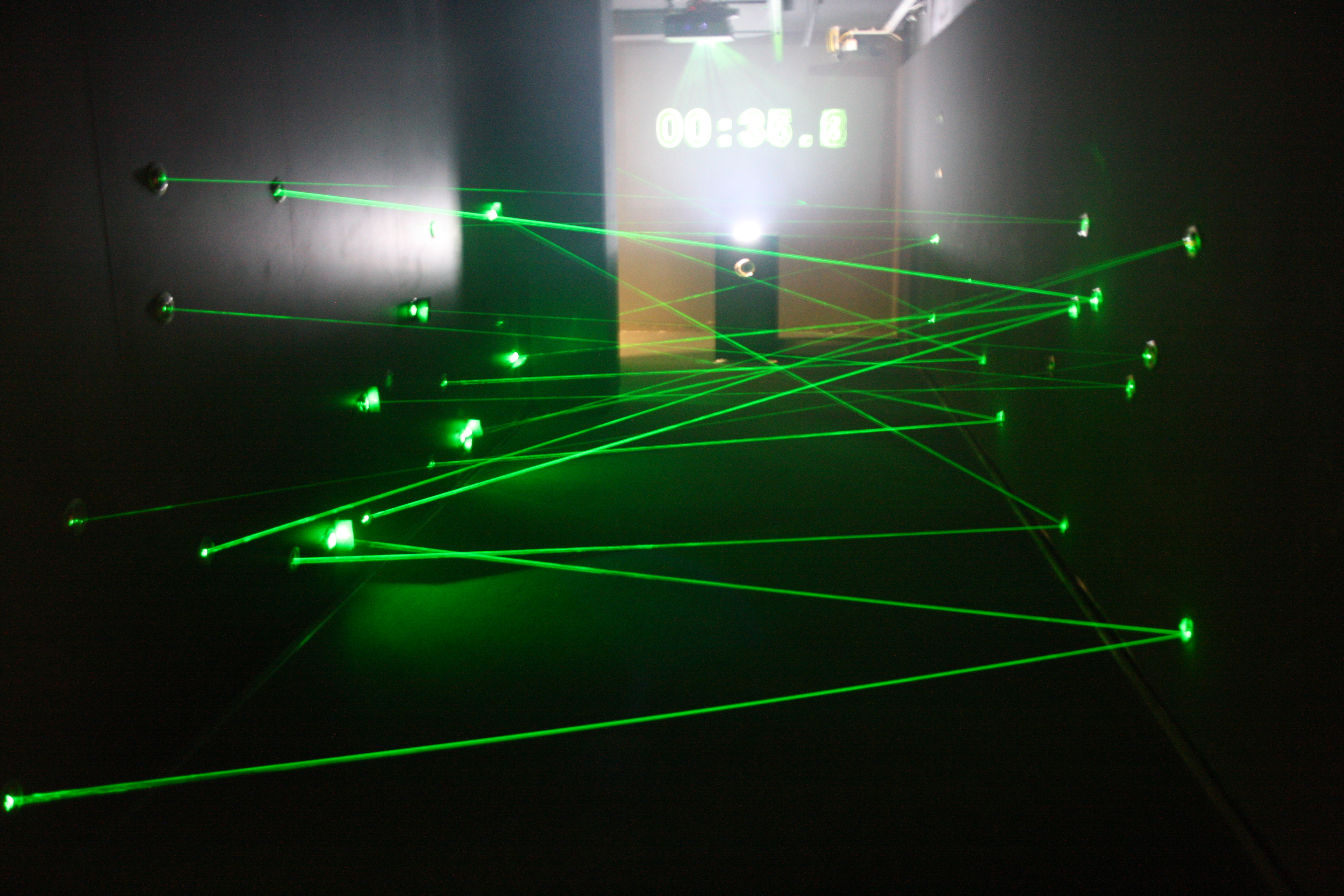
Espacio «Parkour Láser»
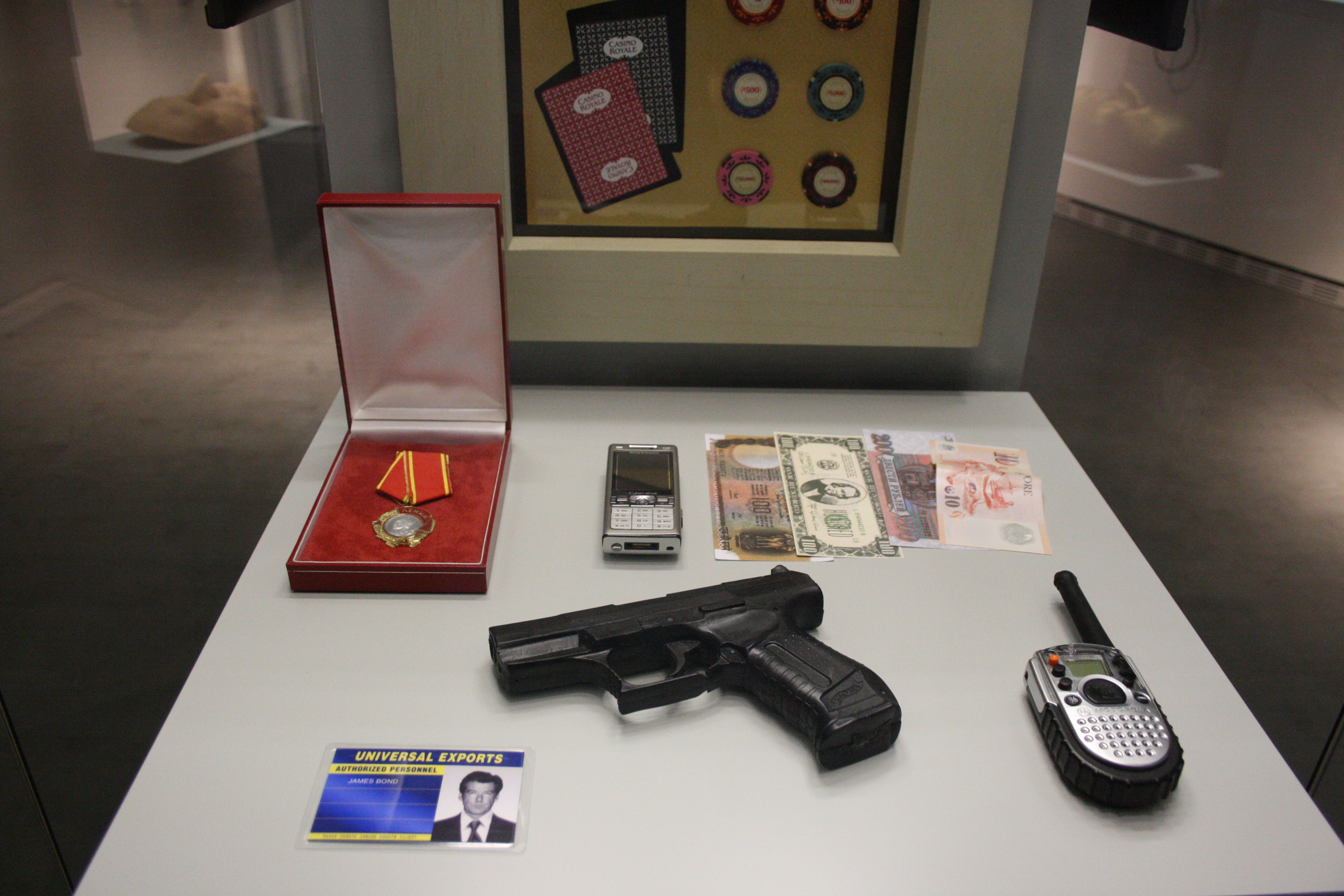
Parte de la exhibición James Bond
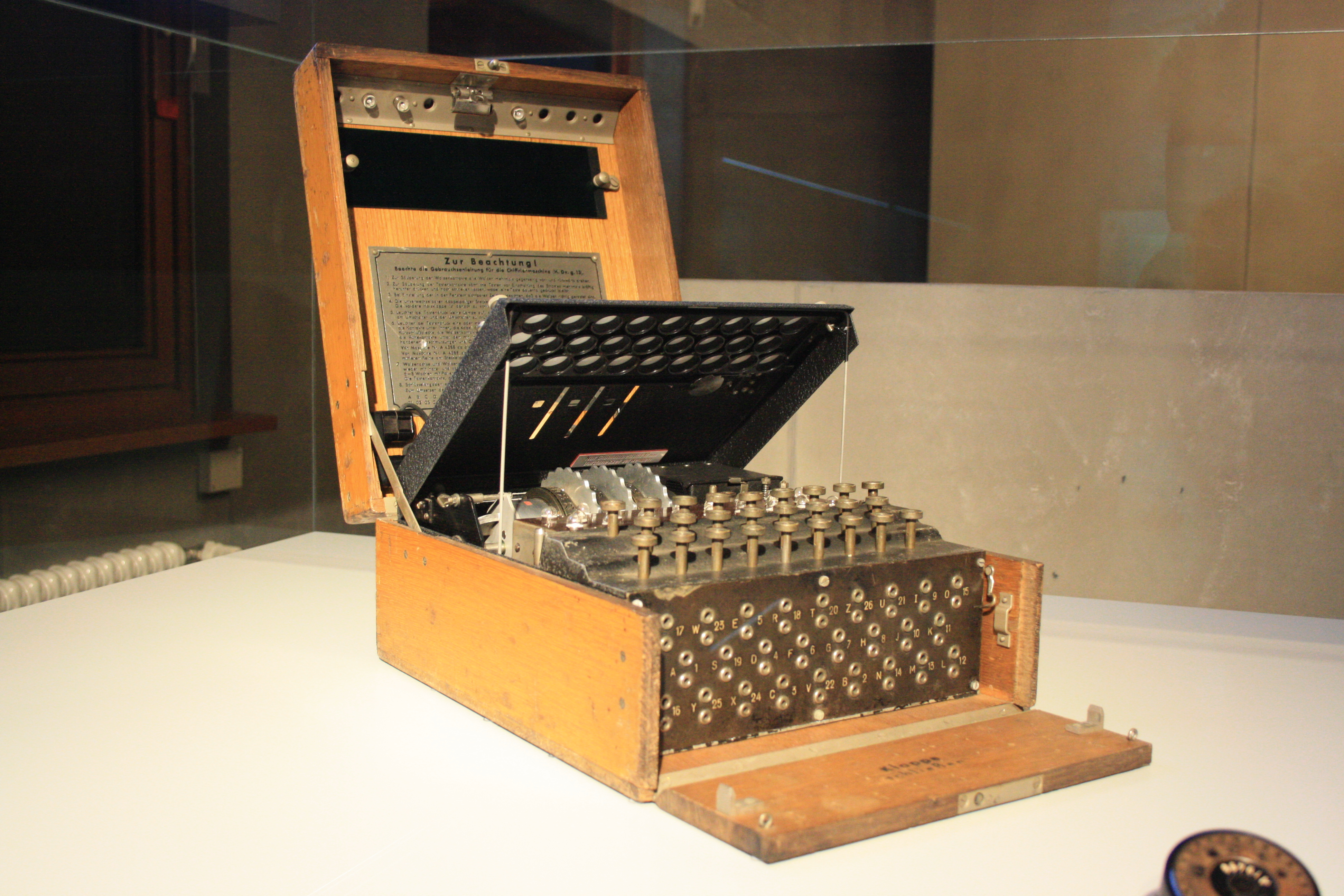
Máquina Enigma en el Museo del Espionaje